# Buky u Sedlečka
Buky u Sedlečka jsou původně dva památné stromy – buky lesní (Fagus sylvatica), dnes již jen jeden památný strom, který roste na valu proti hrázi rybníka, asi 500 m jihozápadně od Sedlečka části obce Šemice v okrese Karlovy Vary v Karlovarském kraji. Solitérní strom má nízkou oválnou korunu širokou 25 metrů, kterou nese krátký kmen, ze kterého se nejnižší větve oddělují již ve dvoumetrové výšce. Dole kmen plynule přechází do širokého podstavce kořenových náběhů. Symetrii koruny narušila vichřice, při které buk ztratil dvě kosterní větve. Strom má měřený obvod 556 cm a výšku 26 m (měření 2010). Druhý buk, který rostl na protější straně rybníčku, zničila vichřice v roce 2008. Torzo stromu leží v podrostu.

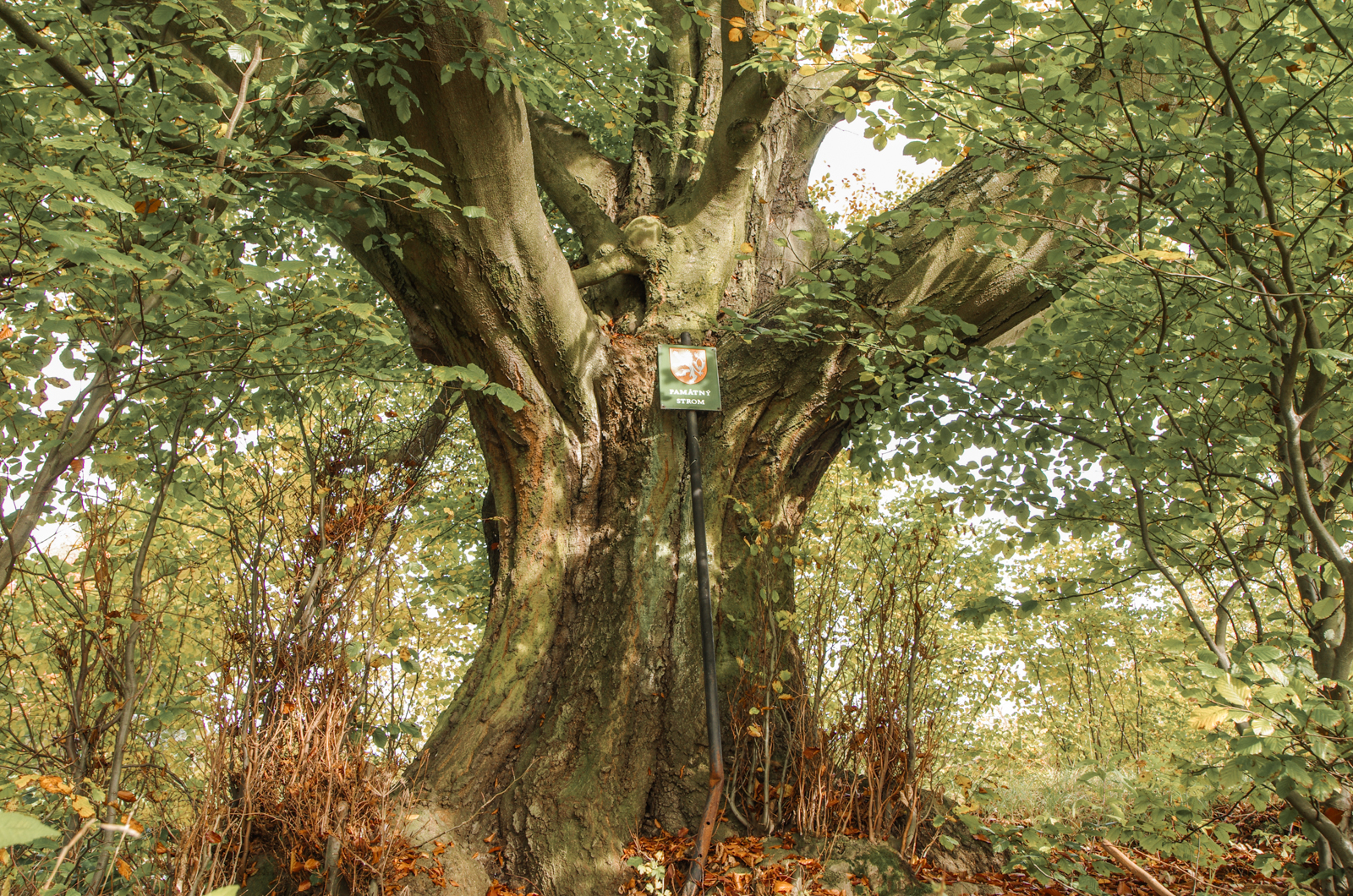
detail kmene
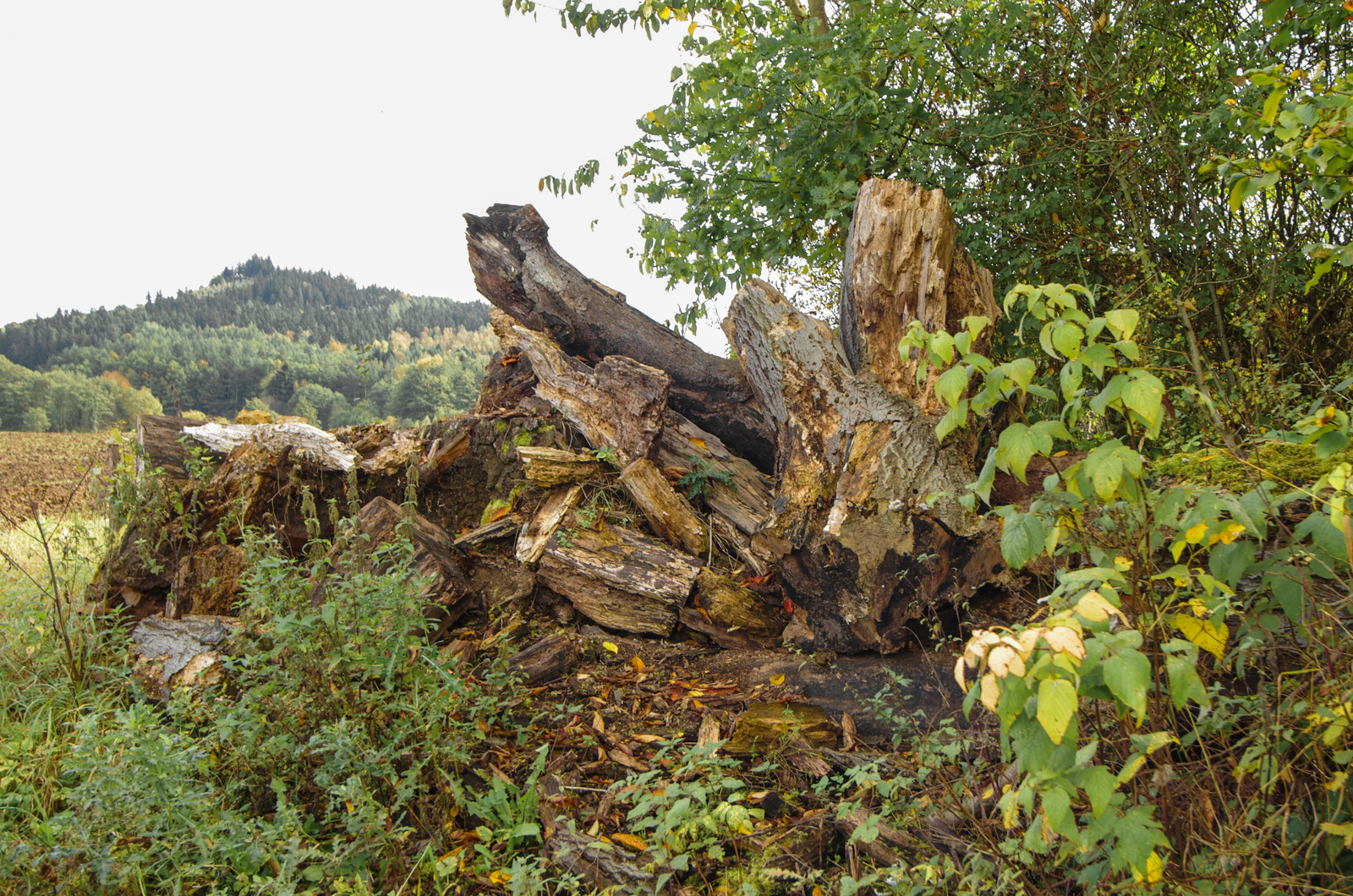
torzo druhého stromu

## Stromy v okolí
- Alvínina lípa
- Andělské lípy